# Kevin Cronin
Kevin Patrick Cronin (nacido el 6 de octubre de 1951) es el cantante, guitarrista y ocasionalmente pianista de la banda de rock REO Speedwagon, que tuvo múltiples éxitos en 
las listas de Billboard Hot 100 durante los años 70 y 80, incluyendo dos números uno escritos por Cronin: "Keep on Loving You" (1980) y "Can't Fight This Feeling" (1984).

## Infancia y Adolescencia
Cronin nació en Evanston, Illinois, y creció en Oak Lawn, en donde aprendió a tocar la guitarra. Es graduado del Brother Rice High School de Chicago.

## Carrera Musical
Cronin se unió a REO Speedwagon después de que el grupo grabara su álbum debut en 1971. Grabó el álbum de 1972 R.E.O./T.W.O., pero abandonó el grupo luego de altercados por faltar a ensayos y diferencias creativas. Tras una breve carrera en solitario, Cronin volvió en 1976, luego de que Greg X. Volz rechazara la posición de cantante, después de su conversión al Cristianismo. 
Aunque el éxito llegó al máximo a finales de los 70 y durante los 80, el grupo siguió grabando discos como Find Your Own Way Home de 2007. Su álbum más famoso Hi Infidelity llegó a vender 10 millones de copias. Cronin ha expresado en múltiples entrevistas que "toca gratis y le pagan por viajar". Cronin ha escrito  o coescrito muchas de las canciones más exitosas del grupo como  "Keep on Loving You", "Can't Fight This Feeling", "Keep the Fire Burnin'", "I Do' Wanna Know", "Keep Pushin'", "Roll with the Changes", "Time for Me to Fly", "Here with Me", "In My Dreams" y "Don't Let Him Go", su rango vocal es tenor.
Cronin concursó en Don't Forget the Lyrics! el 27 de marzo de 2008. Alcanzó la suma de $350,000 hasta que olvidó la letra de "Last Dance" de Donna Summer.
Kevin Cronin aparece en la serie de Netflix Ozark junto con sus compañeros de REO Speedwagon en el Episodio 3 de la tercera Temporada. El episodio se llama "Kevin Cronin Was Here" y en él interpretaron "Time for Me to Fly". La popularidad de la serie les ayudó a volver a las listas de Billboard durante abril de 2020, así como a listas de reproducciones digitales.